# Wunibald Lutz
Wunibald Lutz (* 18. Dezember 1877 in Krauchenwies; † 24. März 1949 ebenda) war ein hessischer Politiker (SPD Hessen) und ehemaliger Abgeordneter des Landtags des Volksstaates Hessen in der Weimarer Republik.

## Leben
Wunibald Lutz, der katholischer Konfession war, war der Sohn des Landwirts Josef Lutz und dessen Frau Josefa geborene Hotz. Er heiratete Babette geborene Schüller. Nach dem Abschluss der Volksschule arbeitete er bis 1913 als Schreiner. 1914 bis 1933 war er Angestellter der Arbeiterbewegung in Worms davon seit Mai 1920 als Parteisekretär. Während der Rheinlandbesetzung konnte er seine Arbeit in Worms nicht fortsetzen, da er zwischen November 1923 und Oktober 1924 von den Besatzungsbehörden ausgewiesen war. Mit der Machtergreifung der Nationalsozialisten musste er seine politische Arbeit beenden.
1907 bis 1912 war er Vorstandsmitglied der Filiale des Holzarbeiterverbands in Worms. 1908 bis 1927 Aufsichtsratsmitglied der Konsumgenossenschaft in Worms.

## Politik
Wunibald Lutz war 1911 bis 1920 Vorsitzender der SP im Kreis Worms und 1912 bis 1921 auch in der Stadt Worms. 1912 bis 1915 war er Vorsitzender des Gewerkschaftskartells. Kommunalpolitisch war er 1919 bis 1933 als Stadtverordneter, Mitglied des Kreistags, des Kreisausschusses, des Provinziallandtags und des Provinzialausschusses Rheinhessen aktiv. 1921 bis 1924 gehörte er dem hessischen Landtag an. Reichstagskandidaturen in den Jahren 1920, 1928 und 1930 (jeweils im Wahlkreis 32 (Hessen-Darmstadt)) blieben erfolglos.